# نورین (تنسی)
نورین (به انگلیسی: Norene) یک منطقهٔ مسکونی در ایالات متحده آمریکا است که در شهرستان ویلسون، تنسی واقع شده‌است. نورین ۲۲۶ متر بالاتر از سطح دریا واقع شده‌است.